# Aaskoprakever
De aaskoprakever (Necrobia violacea) is een keversoort uit de familie van de mierkevers (Cleridae). De wetenschappelijke naam van de soort werd in 1758 als Dermestes violaceus gepubliceerd door Linnaeus.